# Letiště Amsterdam-Schiphol

Logo letiště

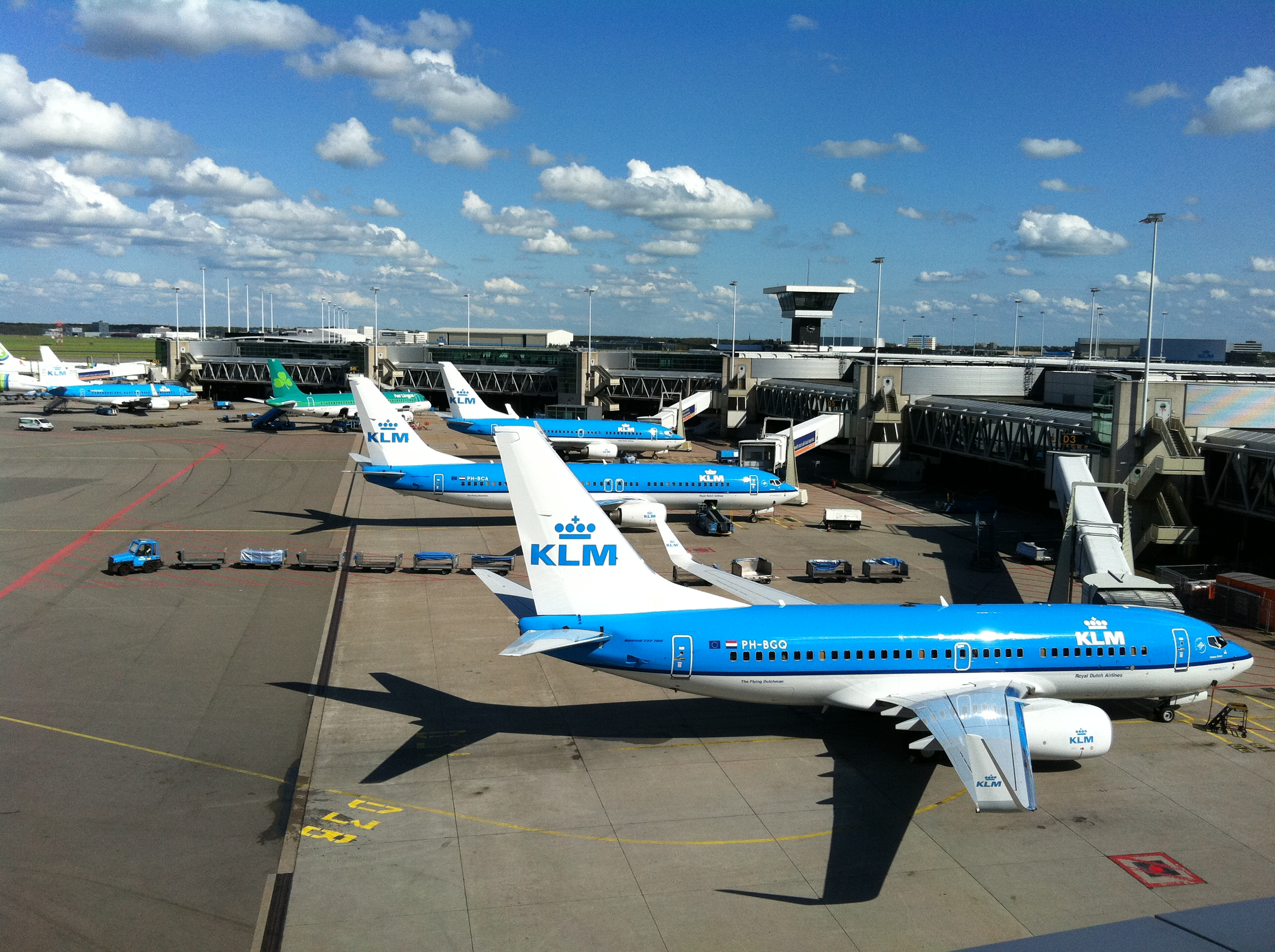
Schiphol je hlavní leteckou základnou společnosti KLM

Letiště Amsterdam-Schiphol (IATA: AMS, ICAO: EHAM, nizozemsky Luchthaven Schiphol) je největší nizozemské letiště ležící přibližně 17,5 km od centra Amsterdamu v okrese Haarlemmermeer. V roce 2018 bylo třetím nejrušnějším letištěm Evropy dle počtu přepravených pasažérů (71 milionů). Je základnou pro národní aerolinie KLM, ale i pro další dopravce jako Corendon Dutch Airlines, Delta Air Lines,Martinair, Transavia, TUI fly Netherlands a EasyJet.
Schiphol má 5 hlavních runwayí a 1 pro malá letadla. Šestá runway byla dokončena v roce 2003 a již se připravuje výstavba sedmé.

## Terminály
Schiphol využívá koncept jednoho terminálu, všechny služby jsou pod jednou střechou, vychází z jedné centrály. Tranzitní prostor letiště je stavebně propojen. Terminál je ale rozdělen do odletových hal 1, 2 a 3. Na tyto části navazují jednotlivá nástupní mola (piers) B, C, D, E, F, G, H a M. Část A je ve výstavbě. Schiphol má k nástupu do jednotlivých letadel asi 165 nástupních bran, jednotlivě označených jako "Gate".

### Odletová hala 1
- Molo B – lety do Schengenu, má 14 nástupních bran
- Molo C – lety do Schengenu, má 21 nástupních bran

### Odletová hala 2
- Molo D – horní část obsluhuje lety do Schengenu (D-59 a dál), dolní mimo Schengen (D-1 až D-57).
- Molo E – lety mimo Schengen, má 14 nástupních bran. Nachází se zde především aerolinky aliance SkyTeam (např. Delta či KLM)

### Odletová hala 3
- Molo F – lety mimo Schengen, má 8 nástupních bran, jsou zde aerolinky aliance SkyTeam.
- Molo G – lety mimo Schengen, má 13 nástupních bran, obsluhuje aerolinky mimo SkyTeam (např. Emirates či China Southern)
- Molo H – lety mimo Schengen, má 7 nástupních bran, slouží nízkonákladovým dopravcům (např. EasyJet)
- Molo M – lety do Schengenu, má 7 nástupních bran, slouží nízkonákladovým dopravcům

## Doprava
Pro přepravu z a na letiště slouží převážně nádraží (umístěné v podzemní části terminálu), které spojuje Schiphol se všemi většími městy Nizozemí. Do Amsterdamu lze cestovat po dvou tratích: směr centrum (Amsterdam Centraal) a směr jih (Amsterdam Zuid, Amsterdam Rai). Jízdní doba činí asi 15 minut na Amsterdam Centraal a asi 9 minut na Amsterdam Zuid.